# Рот, Владимир
Владимир Рот (чеш. Vladimír Roth; 25 июня 1990, Прага, Чехословакия) — чешский хоккеист, защитник. Выступал в КХЛ за клуб «Сибирь».

## Карьера
Владимир Рот является воспитанником пражской «Славии». С 2004 по 2007 год выступал в юниорской Экстралиге. В 2007 год перебрался за океан, где 2 сезона играл в хоккейной лиге Онтарио за «Лондон Найтс». В 2009 году вернулся в Чехию, играл в Экстралиге за «Славию». Начиная с сезона 2012/13 отыграл 8 сезонов за «Оцеларжи Тршинец». В 2015 году короткое время выступал в КХЛ за новосибирскую «Сибирь», но после 18 игр по своей инициативе расторг контракт с клубом. Также провёл 6 матчей за чешскую сборную. В 2019 году Владимир Рот выиграл свой первый титул, став чемпионом Чехии. В сезоне 2020/21 выступал за «Мотор Ческе-Будеёвице» и швейцарскую «Лозанну». 10 мая 2021 года перешёл в клуб «Комета Брно».

## Достижения

### Командные
Чемпион Экстралиги 2019
 Серебряный призёр Экстралиги 2015 и 2018
 Бронзовый призёр Экстралиги 2010

### Личные
- Лучший снайпер (11 шайб) и бомбардир (29 очков) среди защитников Экстралиги 2014

## Статистика
Обновлено на конец сезона 2020/2021
- Чешская экстралига — 538 игр, 233 очка (59+174)
- Хоккейная лига Онтарио — 125 игр, 49 очков (17+32)
- КХЛ — 18 игр, 5 очков (2+3)
- Лига чемпионов — 15 игр, 5 очков (1+4)
- Чемпионат Швейцарии — 13 игр, 3 очка (0+3)
- Европейский трофей — 8 игр, 2 очка (1+1)
- Чешская первая лига — 8 игр
- Сборная Чехии — 6 игр
- Кубок Шпенглера — 2 игры, 1 очко (0+1)
- Всего за карьеру — 733 игры, 298 очков (80+218)